# امپدانس پارازیتی

عناصر پارازیتی یک بسته قطعه الکترونیکی نمونه

در شبکه‌های الکتریکی، امپدانس پارازیتی (به انگلیسی: parasitic impedance) یا امپدانس مزاحم یک عنصر مدار (مقاومت، القاوری یا ظرفیت‌خازنی) است که در یک قطعه الکتریکی برای هدف مورد نظر مطلوب نیست. به عنوان مثال، یک مقاومت برای داشتن مقاومت طراحی شده است، اما همچنین دارای ظرفیت‌خازنی پارازیتی ناخواسته است.
امپدانس‌های پارازیتی اجتناب‌ناپذیر هستند. همه رساناها دارای مقاومت و القاوری هستند و اصول دوگانی تضمین می‌کند که در جایی که القاوری وجود دارد، ظرفیت خازنی نیز وجود خواهد داشت. طراحان قطعات تلاش خواهند کرد تا عناصر مزاحم را به حداقل برسانند اما قادر به حذف آنها نیستند. اجزای گسسته اغلب دارای مقادیر پارازیتی هستند که در برگه‌داده‌های‌شان به تفصیل به طراحان مدار کمک می‌کنند تا اثرات ناخواسته را جبران کنند.
متداول‌ترین مظاهر امپدانس پارازیتی در قطعات در القاوری پارازیتی و مقاومت پایه‌های قطعه و ظرفیت پارازیتی بسته‌بندی قطعات است. برای اجزای سیم‌پیچی مانند سلف‌ها و ترانسفورماتورها، علاوه بر این، اثر مهم ظرفیت‌خازنی پارازیتی وجود دارد که بین دُورهای منفرد سیم‌پیچ‌ها وجود دارد. این ظرفیت‌خازنی پارازیتی سیم‌پیچی باعث می‌شود که سلف به عنوان یک مدار تشدید در فرکانس خاصی عمل کند، که به عنوان فرکانس خودتشدید شناخته می‌شود، که در آن نقطه (و تمام فرکانس‌های بالاتر) قطعه به عنوان یک سلف بی‌فایده است.
امپدانس‌های پارازیتی اغلب به عنوان اجزای فشرده در مدارهای معادل مدل می‌شوند، اما این همیشه کافی نیست. به عنوان مثال، ظرفیت‌خازنی بین‌سیم‌پیچ که در بالا ذکر شد، در واقع یک عنصر توزیع‌شده در تمام طول سیم‌پیچ است و نه یک خازن در یک مکان خاص. طراحان گاهی از اثرات پارازیتی برای دستیابی به عملکرد مورد نظر در یک قطعه استفاده می‌کنند، به عنوان مثال تشدیدگر مارپیچی یا خط تأخیر آنالوگ را ببینید.
عناصر پارازیتی غیرخطی نیز می‌توانند ایجاد شوند. این اصطلاح معمولاً برای توصیف ساختارهای پارازیتی تشکیل شده بر روی یک مدار مجتمع استفاده می‌شود که به موجب آن یک افزاره نیم‌رسانا ناخواسته از پیوند p-n که متعلق به دو یا چند افزاره یا عملکرد مورد نظر است تشکیل می‌شود. اثرات پارازیتی در دی‌الکتریک خازن‌ها و اثرات مغناطیسی پارازیتی در سلف‌ها نیز شامل اثرات غیرخطی است که با فرکانس یا ولتاژ تغییر می‌کند و نمی‌توان آن‌ها را به‌اندازه کافی با اجزای خطی فشرده یا گسترده مدل‌سازی کرد.